# Acianthus confusus
Acianthus confusus är en orkidéart som beskrevs av André Guillaumin. Acianthus confusus ingår i släktet Acianthus och familjen orkidéer.
Artens utbredningsområde är Nya Kaledonien. Inga underarter finns listade i Catalogue of Life.